# Жабенко Василь Олександрович
Василь Олександрович Жабенко (7 лютого 1922 р., с. Водотеї Брусилівський р-н Житомирська обл. — 17 березня 2011 р.) — тренер з легкої атлетики, Заслужений тренер УРСР.

## Біографія
Жабенко Василь Олександрович народився 7 лютого 1922 р. у с. Водотеї Брусилівського р-ну Житомирської обл. Закінчив Львівський інститут фізкультури (1946—1950 рр.) та аспірантуру при Центральному науково-дослідному інституті фізичної культури у Москві.
За направленням розпочав педагогічну діяльність в Бердичівському учительському інституті старшим викладачем та завідувачем кафедри фізичного виховання. Далі доля В. О. Жабенка закинула до Кам'янець-Подільського педінституту. У 1954 р. після чергової реорганізації в інституті В. О. Жабенко очолив кафедру легкої атлетики та спортивних ігор.
В 1962 р. В. О. Жабенку, першому з фахівців у галузі спорту Хмельницької області, було присвоєно звання «Заслужений тренер УРСР».
Упродовж років підготував значну кількість публікацій із проблем удосконалення видів легкої атлетики, навчальних програм. Після безперервної 30-річної педагогічної діяльності в жовтні 1983 р. вийшов на пенсію.
17 березня 2011 р. серце Василя Олександровича зупинилося.

## Спортивна діяльність
Василь Олександрович підготував таких відомих спортсменів, як:  фіналіст Олімпійських ігор в Мельбурні (1956 р.) Володимир Сіткін; перший майстер спорту в Кам'янець-Подільському інституті Борис Рак (Одінцов), який стрибнув у висоту на 2 метри. Згодом норматив майстра спорту підкорили Іван Усков, Валерій Бородавко, Валентина Мінькова, Петро Кухарчук, Леонтій Грицев, Володимир Квасов та інші.

## Досягнення
- майстер спорту СРСР з городкового спорту;
- Заслужений тренер УРСР (1962 р.);
- суддя республіканської категорії з легкої атлетики.